# Roxbury (Connecticut)
Roxbury è un comune di 2.327 abitanti degli Stati Uniti d'America, situato nella Contea di Litchfield nello Stato del Connecticut.
Dal 1944 al 1954 visse in questa città la pittrice Jacqueline Lamba (1910-1993) insieme al marito David Hare (1917-1992).